# Posejdippos

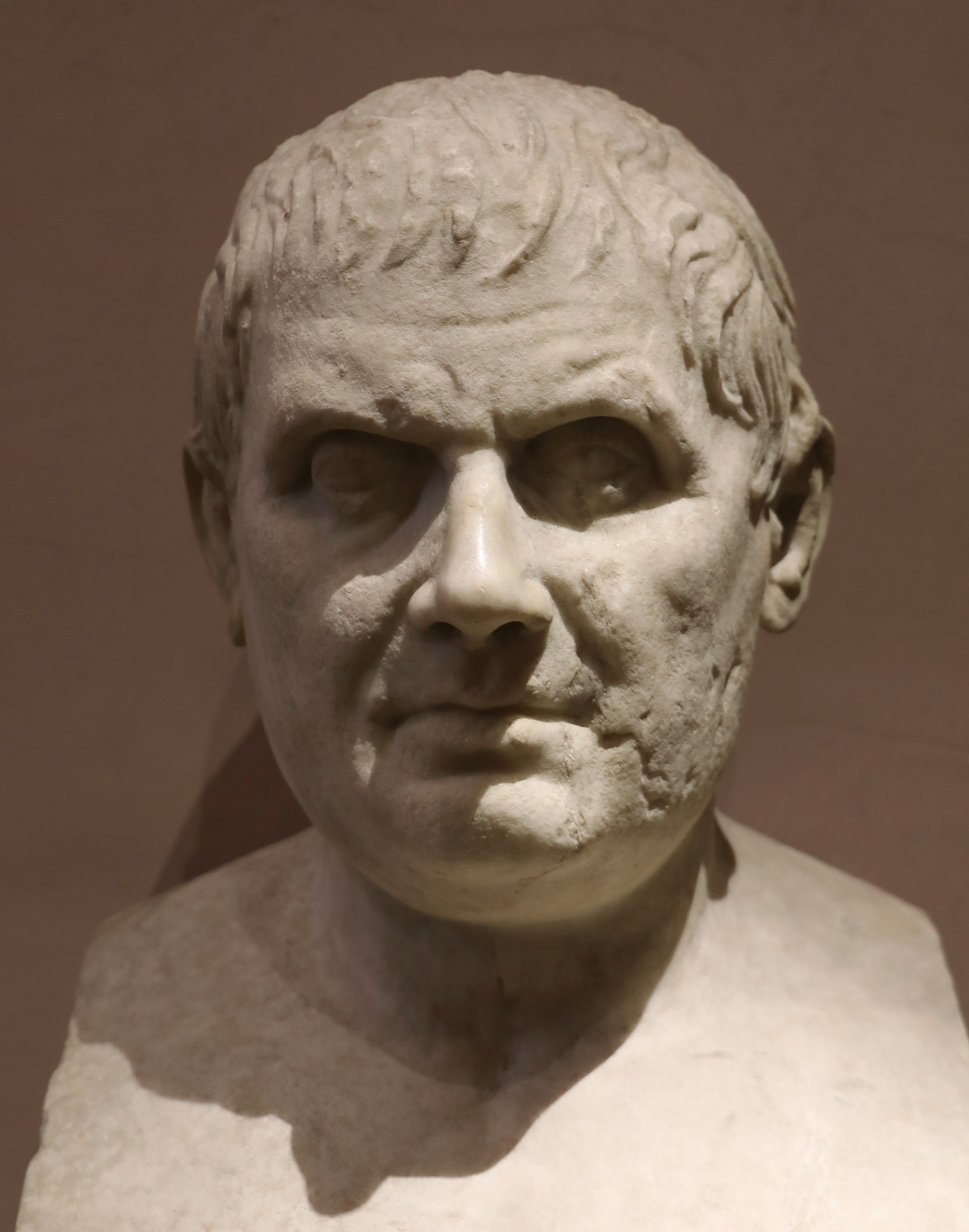
Popiersie Posejdipposa ze zbiorów Galerii Uffizi we Florencji

Posejdippos z Pelli (gr. Ποσείδιππος; ur. ok. 310 p.n.e., zm. 240 p.n.e.) – starożytny grecki poeta okresu hellenistycznego pochodzący z Pelli, przedstawiciel aleksandryjskiej szkoły epigramatycznej.
Prawdopodobnie studiował filozofię stoicką w Atenach, od ok. 270 p.n.e. przebywał i tworzył w Aleksandrii. Był uczniem i naśladowcą Asklepiadesa z Samos. Przez stulecia znany był jedynie z nielicznych zachowanych w Antologii palatyńskiej epigramatów jako twórca poezji o tematyce biesiadnej i erotycznej, oraz pochwał dzieł sztuki, głównie rzeźb.
W 1992 roku w kartonażu jednej z egipskich mumii odkryto teksty papirusowe (P.Mil.Vogl. VIII 309), po odczytaniu przez badaczy opublikowane w 2001 roku. Przyniosły one zbiór 114 nieznanych dotąd utworów poety, zawierających epigramy dotyczące kamieni szlachetnych, wróżb, napisów nagrobkowych, rozbitków czy zwycięzców zawodów hippicznych.
Polski przekład zachowanych utworów Posejdipposa, w tłumaczeniu Jerzego Danielewicza, ukazał się w 2004 roku w serii Biblioteka Antyczna.